# Blackwing
Blackwing är ett svenskt ultralätt flygplan som tillverkas av Blackwing Sweden AB i Landskrona.   Det är ett lågvingat enmotorigt flygplan av kolfiber med plats för två personer vid sidan av varandra i en cockpit med glaskupol. Planet har fast eller infällbart landställ med tre hjul och en fyrcylindrig kolvmotor från österrikiska Rotax på mellan 100 och 140 hk. 
Det har sitt ursprung i ett forskningsprojekt på Kungliga Tekniska högskolan i Stockholm och ett examensarbete i vindtunneln på University of Arizona i Tucson i USA på 1990-talet där man  utvecklade en ny typ av vingprofil. Blackwing är anpassat till  Fédération Aéronautique Internationales regler för ultralätta flygplan och är certifierat i flera europeiska länder.
I april 2020 slog en Blackwing 600 RG med en 141 hk Rotax 915iS inofficiellt världsrekord på 348 km/h på en 50 kilometer lång cirkulär bana och 377 km/h på en 15 kilometer rak bana. Den 12 april 2022 satte Blackwing ett officielt hastighetsrekord för ultralätta flygplan på 398,74 km/h på en 50 km cirkulär bana.
Flygplanet finns i tre varianter:

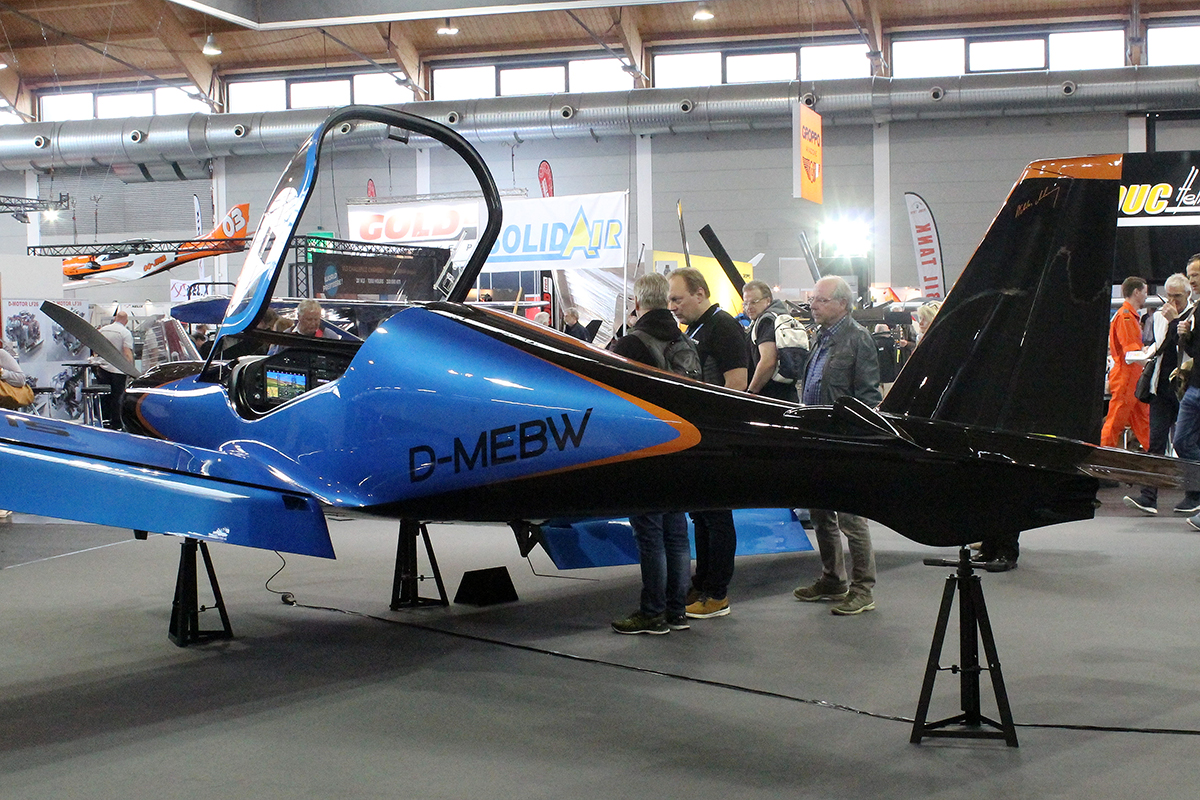
Blackwing 635 i Hamburg 2015.

- Blackwing 600 RG med 100 hk, infällbart landställ och en marchfart på 278 km/h.
- Blackwing 600 FG med 100 hk, fast landställ och en marchfart på 252 km/h.
- Blackwing 635 RG med 140 hk, infällbart landställ och en marchfart på 343 km/h.